# Titularbistum Mulli
Mulli ist ein Titularbistum der römisch-katholischen Kirche.
Es geht zurück auf einen untergegangenen Bischofssitz in der gleichnamigen antiken Stadt, die in der römischen Provinz Africa proconsularis (heute nördliches Tunesien) lag. Der Bischofssitz war der Kirchenprovinz Karthago zugeordnet.
| Titularbischöfe von Mulli |                                       |                                           |                  |                    |
| Nr.                       | Name                                  | Amt                                       | von              | bis                |
| 1                         | Alberto Ablondi                       | Weihbischof in Livorno (Italien)          | 9. August 1966   | 26. September 1970 |
| 2                         | Elías Yanes Álvarez                   | Weihbischof in Oviedo (Spanien)           | 28. Oktober 1970 | 3. Juni 1977       |
| 3                         | Luis Alberto Luna Tobar OCD           | Weihbischof in Quito (Ecuador)            | 17. August 1977  | 7, März 1981       |
| 4                         | Gregorio Rosa Chávez                  | Weihbischof in San Salvador (El Salvador) | 17. Februar 1982 | 28. Juni 2017      |
| 5                         | Jayakody Aratchige Don Anton Jayakody | Weihbischof in Colombo (Sri Lanka)        | 4. April 2018    |                    |